# كريستيان رودريغيز (ملاكم)
كريستيان رودريغيز (بالإسبانية: Cristian Rodríguez) (27 يونيو 1973 - ) هو ملاكم أرجنتيني، صنّف ضمن فئة وزن الخفيف.

## وصلات خارجية
- كريستيان رودريغيز على موقع بوكس ريك (الإنجليزية) (registration required)